# Jápané
Jápané (anglicky Jaffna [Džafna], tamilsky யாழ்ப்பாணம், sinhálsky යාපනය) je město na Srí Lance, které má přibližně 88 tisíc obyvatel. Nachází se na stejnojmenném poloostrově 400 km severně od Kolomba a je správním centrem Severní provincie. Většinu obyvatel tvoří Tamilové, do začátku občanské války bylo Jápané druhým největším městem v zemi.
Název města pochází z výrazu „Jalpanam“, který souvisí s legendou o tom, že je založil muž jménem Panam, jemuž král věnoval půdu za mistrovskou hru na nástroj jal. V roce 1215 zde Tamilové z indické pevniny, které vedl Kalinga Magha, založili hinduistické království. V 17. století město dobyli Portugalci a pak Nizozemci, v letech 1796–1948 zde vládli Britové. Památkou na evropskou nadvládu je městská pevnost a množství křesťanských chrámů. 
Dne 1. června 1981 proběhly ve městě rozsáhlé etnicky a nábožensky motivované násilnosti, během nichž byla spálena Veřejná knihovna v Jápané a zničeno téměř sto tisíc knih. Krátce nato vypukla válka, v níž patřilo Jápané k základnám Tygrů osvobození tamilského Ílamu, v roce 1995 město dobyla srílanská armáda po dlouhých bojích, které vedly ke zničení velké části města.
Jápané je významným obchodním centrem s přístavem a letištěm, obyvatelé se živí převážně rybolovem a pěstováním lontaru. Hlavní turistickou atrakcí je hinduistický chrám Nallur Kandaswamy Kovil a zříceniny paláce na předměstí Nellur, které bylo ve středověku panovnickým sídlem. Jápané má také archeologické muzeum. Nedaleké letovisko Keerimalai je proslulé léčivými prameny. 

## Partnerská města
- Kingston upon Thames
- Sterling Heights